# Racing Bulls VCARB 02
Chronologie des modèles (2025)
Racing Bulls VCARB 01
La Racing Bulls VCARB 02 est la monoplace de Formule 1 engagée par l'écurie italienne Racing Bulls dans le cadre du championnat du monde de Formule 1 2025. Elle est pilotée au départ par le Japonais Yuki Tsunoda, et le Français Isack Hadjar qui fait ses débuts dans le championnat du monde. Après deux courses, Liam Lawson revient chez Racing Bulls, alors que Yuki Tsunoda rejoint Max Verstappen chez Red Bull

## Présentation
La livrée de la VCARB 02 est dévoilée le 18 février 2025 dans le cadre du F1 75 Live. La monoplace est à dominante blanche, avec une partie arrière bleu foncé. Le logo Red Bull reprend sa place sur le nez et la boîte à air.
Selon son concepteur Jody Agginton, la VCARB 02 est une évolution de sa devancière, marquée surtout par une nouvelle aérodynamique mais une mécanique assez semblable, dans le but de fournir aux pilotes une « voiture dont le comportement est cohérent ».

## Résultats en championnat du monde de Formule 1
| Saison | Écurie                            | Moteur                               | Pneus   | Pilotes      | Courses | Courses | Courses | Courses | Courses | Courses | Courses | Courses | Courses | Courses | Courses | Courses | Courses | Courses | Courses | Courses | Courses | Courses | Courses | Courses | Courses | Courses | Courses | Courses | Points inscrits | Classement |
| Saison | Écurie                            | Moteur                               | Pneus   | Pilotes      | 1       | 2       | 3       | 4       | 5       | 6       | 7       | 8       | 9       | 10      | 11      | 12      | 13      | 14      | 15      | 16      | 17      | 18      | 19      | 20      | 21      | 22      | 23      | 24      | Points inscrits | Classement |
| ------ | --------------------------------- | ------------------------------------ | ------- | ------------ | ------- | ------- | ------- | ------- | ------- | ------- | ------- | ------- | ------- | ------- | ------- | ------- | ------- | ------- | ------- | ------- | ------- | ------- | ------- | ------- | ------- | ------- | ------- | ------- | --------------- | ---------- |
| 2025   | Visa Cash App RB Formula One Team | Honda RBPT V6 turbo hybride RBPTH002 | Pirelli |              | AUS     | CHN     | JAP     | BAH     | ARA     | MIA     | EMI     | MON     | ESP     | CAN     | AUT     | GBR     | BEL     | HON     | P-B     | ITA     | AZE     | SIN     | USA     | MEX     | BRE     | LVE     | QAT     | ABU     | 45              | 8e         |
| 2025   | Visa Cash App RB Formula One Team | Honda RBPT V6 turbo hybride RBPTH002 | Pirelli | Isack Hadjar | Np.     | 11e     | 8e      | 13e     | 10e     | 11e     | 9e      | 6e      | 7e      | 16e     | 12e     | Abd.    | 20e     | 11e     |         |         |         |         |         |         |         |         |         |         | 45              | 8e         |
| 2025   | Visa Cash App RB Formula One Team | Honda RBPT V6 turbo hybride RBPTH002 | Pirelli | Yuki Tsunoda | 12e     | 16e     |         |         |         |         |         |         |         |         |         |         |         |         |         |         |         |         |         |         |         |         |         |         | 45              | 8e         |
| 2025   | Visa Cash App RB Formula One Team | Honda RBPT V6 turbo hybride RBPTH002 | Pirelli | Liam Lawson  |         |         | 17e     | 16e     | 12e     | Abd.    | 14e     | 8e      | 11e     | Abd.    | 6e      | Abd.    | 8e      | 8e      |         |         |         |         |         |         |         |         |         |         | 45              | 8e         |

Légende : ici 
- *Le pilote n'a pas terminé la course mais est classé pour avoir parcouru 90% de la distance.